# Pământ (roman)
Pământ (în ucraineană Земля, transliterat: Zemlea) este un roman social-psihologic al scriitoarei de limbă ucraineană Olga Kobyleanska, scris în 1901 și publicat în anul 1902 în revista literar-științifică Літературно-науковий вістник din Liov și apoi în volum separat. El este considerat opera literară principală a acestei scriitoare și una din capodoperele literaturii ucrainene. Pământ este un roman realist care tratează viața țărănimii ucrainene și relația acesteia cu pământul. Scriitoarea arată modul în care proprietatea privată distruge sau, în cel mai bun caz, doar denaturează caracterele oamenilor, împingându-i către crimă. În același timp, romanul conține și o poveste de dragoste în care apare dorința de a găsi o viață mai bună și încrederea că ea va veni.
Romanul Pământ a fost tradus din limba rusă în limba română de Marcel Gafton și Eugen Mihaiciuk. Traducerea sa a fost publicată în anul 1964 de Editura pentru Literatură Universală din București, într-un tiraj de 8.125 exemplare.:p. 351
În prezent, două romane ale Olgăi Kobyleanska (Pământ și Duminica dimineața ea a cules ierburi) figurează în programele elaborate de către Ministerul Educației și Cercetării din România pentru examenul de bacalaureat la disciplina Limba ucraineană și pentru Concursul național unic pentru ocuparea posturilor didactice vacante în învățământul preuniversitar (educatori și învățători de limba și literatura ucraineană maternă).

## Rezumat
Acțiunea romanului are loc la sfârșitul secolului al XIX-lea într-un sat nedenumit (se dă numai inițiala D.) din Bucovina aflată sub stăpânire austro-ungară. În centrul narațiunii se află conflictele din familia prosperă a lui Ivonika și a Mariei (Marikăi) Fedorciuk. Fiind harnici, ei au reușit să-și agonisească o avere frumoasă, muncind pământul, dar lucrând și la construirea căii ferate, devenind astfel cei mai înstăriți țărani din sat. 
Fiul lor cel mare, Mihailo, este harnic și își ajută părinții, dar a trebuit să-și părăsească familia pentru a pleca în armată. Spre deosebire de el, fiul cel mic, Sava, este leneș, îi place să umble la vânătoare și să bea și le face părinților o mulțime de necazuri. Printre personajele principale se află, de asemenea, Anna – fată săracă, iubită de Mihailo –, și Rahira – fata lui Grigori Ciumkaci, care a stat la închisoare în trecut pentru că a furat și a depus apoi mărturie mincinoasă împotriva lui Ivonika. Grigori provine din „Țigănie” (loc dat de boierul din satul vecin pentru așezarea unei șatre de țigani) și este căsătorit cu Tatiana, sora Marikăi. Rahira l-a fermecat pe Sava și visează să intre în posesia averii părinților acestuia. Romanul prezintă câteva zeci de personaje minore, toate acestea fiind descrise dintr-o perspectivă psihologică profundă.
Până la sfârșitul romanului drama ajunge la apogeu. Aflat acasă într-o permisie cu puțină vreme înainte de sfârșitul stagiului militar, Mihailo decide să dezvăluie părinților de sărbătoarea Sfântului Mihail că o iubește pe Anna și că vrea să se căsătorească cu ea. Cu vreo două zile înainte de această sărbătoare, pe când Ivonika se afla la oraș pentru a plăti o datorie către bancă, Mihailo este găsit împușcat în pădurea „vecină” unde se dusese să ia câțiva pari pentru repararea unui gard. Părinții nu vor să-l creadă inițial vinovat pe Sava, iar singurul martor care-i văzuse pe cei doi frați ducându-se la pădure refuză să depună mărturie. Pe pantalonii lui Sava sunt descoperite pete proaspete de sânge, dar acesta declară că sunt de la o rață pe care o tăiase. După câteva luni de închisoare, Sava este eliberat din lipsă de probe care să-l incrimineze și se întoarce la Rahira. Anna, care rămăsese însărcinată cu Mihailo și fusese primită de vecina Dokia Ciopiak în casa sa, are doi băieți gemeni care mor amândoi la o săptămână după ce Anna încercase să-l ucidă pe Sava. Anterior, ea încercase să-și dea un copil lui Ivonika și Marikăi, dar Marika o alungase refuzând să creadă că ea fusese iubita lui Mihailo.
După șase ani de la moartea lui Mihailo, Ivonika a dat jumătate din casa din sat și din grădină lui Sava, spunându-i să muncească dacă va vrea să aibă pământ. Sava a făcut și el armata, apoi s-a căsătorit cu Rahira și trăiau amândoi în sărăcie. Cei doi părinți s-au retras în bordeiul de pe câmp, plângându-l permanent pe Mihailo. În timp, ajung să-și dea seama că Anna fusese iubita lui Mihailo și regretă că nu i-au luat în îngrijire măcar unul dintre copii. Fratele Dokiei, Petro, devine pădurar al pădurii boierești în locul lui Onufri Lopata, care murise. Anna și-a revenit după ce a stat patru luni în spital cu mințile rătăcite, a slujit un an și ceva la directorul spitalului și apoi a revenit în sat și s-a căsătorit cu Petro. Anna și Petro au împreună un băiețel, pe care doresc să-l dea la învățătură. Ivonika a trecut pe numele copilului Annei cel mai bun ogor al său, pe care vruse să-l dea lui Mihailo.
Experiențele trăite de Marika și Ivonika devin dureroase și duc la o reevaluare a valorilor pentru tot restul vieții lor. Pământul devine o metaforă pentru viață, structură socială, un simbol al fericirii, dar și al nenorocirii. Concluzia expusă la final este că statutul de om adevărat se poate obține numai prin învățătură și nu prin pământ: „Anna tremura pentru băiatul ei, îl iubea cu o dragoste plină de grijă, cu toată puterea sufletului ei adânc, serios, care golise cupa amărăciunilor până la fund. Nu avea decât un singur vis: să facă om din copilul ei. Suferințele de odinioară îi deschiseseră ochii și putuse să cunoască viața, lumea. Muncea din greu, de dimineață până seara, ca să aibă mijloace să-și trimită băiatul la învățătură. Ceva o silea parcă să-l rupă de pământ. Va ajunge un om întreg atunci când se va rupe de pământ!”:p. 324

## Capitole
Romanul Pământ este împărțit în 32 capitole, care nu au titluri.

## Personaje
- Ivan (Ivonika) Fedorciuk — țăran înstărit, dar foarte harnic. A muncit din greu pentru pământ, cărând pietre, nisip și pietriș când s-a construit calea ferată în apropierea satului.
- Maria (Marika) Fedorciuk — soția sa; este renumită pentru zgârcenia sa.
- Mihailo Fedorciuk — fiul cel mare al soților Fedorciuk; este atașat de pământ și de animalele familiei. Deși părinții săi doresc ca el să se căsătorească cu o fată bogată, el se îndrăgostește de Anna, o țărancă săracă, care slujește la curtea boierească.
- Sava Fedorciuk — fiul cel mic al soților Fedorciuk; este leneș și se ceartă cu părinții. Cade sub farmecul verișoarei sale, Rahira, cu care vrea să se căsătorească.
- Grigori Ciumkaci — țigan; s-a căsătorit cu Tatiana, sora Marikăi, doar pentru că aceasta avea ceva pământ. A vândut pământul pentru a cumpăra băutură și a stat de câteva ori la închisoare pentru furt și mărturie mincinoasă.
- Tatiana — soția lui Grigori și sora Marikăi; este beteagă de un ochi.
- Rahira — fiica unchiului Grigori; l-a fermecat pe verișorul ei, Sava, sperând ca acesta să moștenească averea familiei.
- Anna — fată săracă ce slujește la curtea boierească; ea devine iubita lui Mihailo și se căsătorește apoi cu Petro.
- Vasil Ciopiak și soția sa, Dokia — țărani înstăriți. El este bețiv, cheltuind banii la crâșma din centrul satului (Hoppleaț), iar ea se teme că, după moartea ei, soțul va risipi averea familiei.
- Parasenka — fiica lui Vasil și a Dokiei Ciopiak. La îndemnul mamei sale, se căsătorește cu Todorika Jemciuk, provenit dintr-o familie înstărită.
- Petro — fratele Dokiei, bărbat necăsătorit (deși avea vreo 40 ani). Și-a cedat pământul surorii sale, cu condiția ca aceasta să-l îngrijească până la sfârșitul vieții. Umblă îmbrăcat în straiele cele mai bune și este admirat de fetele din sat.
- Onufri Lopata — bătrân pădurar al boierului. A slujit 12 ani în armată, luptând în războiul austro-italo-francez. Are trei copii: doi băieți și o fată. Se laudă permanent că nu este ca ceilalți țărani și că a fost la Viena, în Italia și la Iași.
- Domnika — femeie frumoasă, de vreo 40 ani. A slujit la oraș aproape zece ani, la un cămătar bogat. Cunoaște descântece pentru îndepărtarea bolilor. Se căsătorește cu Ilie, un bărbat leneș și nu prea deștept.

## Publicare

### Sursă de inspirație
Romanul Olgăi Kobyleanska se bazează pe fapte reale. Părinții scriitoarei ucrainene Olga Kobyleanska au locuit între anii 1889-1891 în satul Dimca din Ducatul Bucovinei aflat sub stăpânire austro-ungară (astăzi în raionul Adâncata din regiunea Cernăuți a Ucrainei). În toamna anului 1894, în acest sat a avut loc un caz real de fratricid: un fiu de țăran și-a ucis fratele mai mare pentru a moșteni partea cuvenită lui din pământul părinților.
În eseul autobiografic „Про себе саму”, ea a scris::p. 10
„Faptele care m-au îndemnat să scriu „Pământ” sunt adevărate. Aproape toate persoanele sunt, de asemenea, luate din viața reală. Am suferit pur și simplu din punct de vedere fizic când am vorbit despre aceste fapte și când am scris – oh, ce valuri de plâns!…”
Romanul a început să fie scris în 1898, fiind finalizat la 7 aprilie 1901, această dată fiind înscrisă la finalul operei literare.

### Satul unde se desfășoară acțiunea
Scriitoarea nu ne face cunoscută denumirea localității unde se petrece acțiunea, afirmând numai că se află în Bucovina, cam la două ceasuri de mers de la apa Siretului. Singurul indiciu furnizat este că denumirea satului începe cu litera D. 
Satul este descris în prima frază din roman astfel: „În Bucovina, cam la vreo două ceasuri de mers de la apa Siretului, se află satul D. Câmpurile-i întinse ar aminti de stepă, dacă, din loc în loc, nemulțumite parcă de felul cum stau așezate, nu s-ar pogorî în văi drepte, nu prea mari, și dacă n-ar fi pădurea de necuprins care se întinde dinspre apus de sat, ridicând un zid verde în calea câmpiei, ca pentru a-i stăvili avântul.”:p. 9

## Aprecieri critice
În 1902, într-o scrisoare adresată Olgăi Kobyleanska, Mihailo Koțiubinski a scris::p. 11
„Vă scriu sub impresia proaspătă a romanului dumneavoastră „Pământ”. Citesc, de obicei, foarte mult, dar mărturisesc că de mult timp nu am citit ceva atât de bun și de interesant ca „Pământ”. Sunt, pur și simplu, fascinat de povestea dumneavoastră – totul: natura, oamenii și psihologia lor – toate acestea fac o impresie puternică, toate arată o prospețime și un mare talent astfel că vă mulțumesc din inimă pentru emoțiile pe care le-am trăit; m-am bucurat pentru literatura noastră.”
Scrisoarea a avut o mare importanță pentru scriitoare, deoarece criticul literar ucrainean Serghei Efremov luase în derâdere activitatea ei, inclusiv romanul Pământ, în revista Kievskaia Starina (în ucraineană Киевская Старина).:p. 11
Un mare sprijin moral pentru Olga Kobyleanska l-a reprezentat, de asemenea, cuvântul prietenos al scriitoarei Lesea Ukrainka. Poeta ucraineană a considerat romanul Pământ o lucrare care este demnă de a intra între comorile literaturii universale. Ea a sfătuit-o pe scriitoare să traducă Pământ în limba germană și, de asemenea, a cerut permisiunea de a traduce romanul în limba rusă.:p. 11
Olga Kobyleanska a intenționat să scrie o continuare a romanului Pământ, dar această intenție nu s-a materializat.:p. 13 Romanul Pământ a lansat simbolismul ca mișcare modernistă în literatura ucraineană.

## Paralele cu alte romane
Pământ este un roman realist de o mare forță evocatoare. Datorită scenelor de viață autentică și caracterelor memorabile, romanul Pământ a fost pus în relație cu Țăranii (1904) al lui Władysław Reymont și cu Ion (1920) al lui Liviu Rebreanu.În romanul Olgăi Kobyleanska, ca și în romanul lui Reymont, acțiunea se desfășoară în jurul celei mai înstărite familii din sat (familia lui Ivonika Fedorciuk, respectiv cea a lui Maciej Boryna din Lipce). Ambele romane sunt realiste, fiind inspirate din fapte reale. Toate energiile personajelor sunt puse în slujba îmbogățirii, care devine o patimă ce îi mistuie pe protagoniști. 
În ambele romane sunt întâlnite mituri arhetipale: în Pământ – mitul biblic al lui Cain și Abel, iar în Țăranii – mitul pământului-mamă, a pământului adorat ca dătător de viață. Mitul pământului sfânt apare și în romanul Pământ, Ivonika cerându-i acestuia să nu-l apese pe Mihailo ca o piatră pe piept, iar mai apoi concluzionează că omul nu este stăpânul pământului, ci o slugă a acestuia.
Romanul scriitorului polonez este mai complex, întrucât surprinde întreaga viață a satului, cu țăranii și intelectualii acestuia, cu toate neajunsurile legate de problema națională etc. Scriitoarea ucraineană pune accentul însă pe analiza psihologică a personajelor. Un exemplu în acest sens ar fi sentimentele contradictorii ale mamei celor doi frați în momentul în care și-a dat seama că mezinul familiei și-a ucis fratele mai mare. De teamă de a nu-și pierde și cel din urmă copil, mama încearcă să se amăgească, împotrivindu-se adevărului: „... Un adevăr năprasnic, care numai nu făcu să se cutremure pământul. Dar în clipa următoare se trezi în ea dragostea de mamă. Sava era acum singurul, ultimul ei copil. Era totul. Și ea nu putea să-l piardă. Pentru nimic în lume. Mai degrabă ar omorî cu mâinile ei zece oameni, decât să-l piardă. Niciodată, niciodată! Nimeni nu putea să i-l smulgă, fiindcă atunci... Gemu de i se rupse coșul pieptului, de parcă ar fi fost pe moarte; capul îi căzu fără vlagă pe spate și ea își înfipse mâinile în păr. Simți că își iese din minți: o prăpastie adâncă i se deschise în față. Feciorul ei era un ucigaș... omorâse pe propriul său frate. Și pe el avea să i-l ia... Nu, nu se putea să fie adevărat. Era o minciună. O minciună sfruntată, nesăbuită...”:p. 247

## Traducere în limba română
- Pămînt, Editura pentru Literatură Universală, București, 1964 – traducere din limba rusă în limba română de Marcel Gafton și Eugen Mihaiciuk, publicată într-un tiraj de 8.125 exemplare